# Arthrosaura kockii
Arthrosaura kockii е вид влечуго от семейство Gymnophthalmidae. Видът не е застрашен от изчезване.

## Разпространение
Разпространен е в Бразилия, Перу, Суринам и Френска Гвиана.